# 斯利維萊什蒂鄉
44°47′N 23°08′E / 44.783°N 23.133°E
斯利維萊什蒂鄉（羅馬尼亞語：Comuna Slivilești, Gorj），是羅馬尼亞的鄉份，位於該國西南部，由戈爾日縣負責管轄，面積61平方公里，海拔高度280米，2007年人口3,805，人口密度每平方公里62人。